# Благой Благоєв
Благой Благоєв (4 грудня 1956) — болгарський важкоатлет.
Срібний призер Олімпійських Ігор 1980 року в категорії до 82,5 кг, учасник 1976 року.
Чемпіон світу 1981 (до 90 кг), 1982 (до 90 кг), 1983 до 90 кг років, срібний призер 1979 (до 82,5 кг), 1980 (до 82,5 кг) років.
Чемпіон Європи 1979 (до 82,5 кг), 1981 (до 90 кг), 1982 (до 90 кг), 1983 до 90 кг років, срібний призер 1976 (до 82,5 кг), 1984 до 90 кг років.